# Caridina spongicola
Caridina spongicola is een garnalensoort uit de familie van de Atyidae. De wetenschappelijke naam van de soort is voor het eerst geldig gepubliceerd in 2006 door Zitzler & Cai.